# تری گار
تری آن گار (به انگلیسی: Terry Ann "Teri" Garr) (زادهٔ ۱۱ دسامبر ۱۹۴۴ – درگذشتهٔ ۲۹ اکتبر ۲۰۲۴) بازیگر آمریکایی بود. او برای بازی در توتسی نامزد جایزه اسکار بهترین بازیگر نقش مکمل زن و نامزد جایزه بفتای بهترین بازیگر نقش مکمل زن شد.

## درگذشت
تری گار در ۲۹ اکتبر ۲۰۲۴، در سن ۷۹ سالگی بر اثر عوارض بیماری ام اس در خانه خود در لس آنجلس در میان خانواده و دوستانش درگذشت.

## کارنامه هنری

### فیلم
| سال  | عنوان                            | نقش         | توضیحات                                                                                 |
| ---- | -------------------------------- | ----------- | --------------------------------------------------------------------------------------- |
| ۱۹۶۵ | جان گلدفارب، لطفاً به خانه بروید! | دختر حرمسرا |                                                                                         |
| ۱۹۶۸ | سر                               | تری گار     |                                                                                         |
| ۱۹۷۴ | فرانکنشتاین جوان                 | اینگا       |                                                                                         |
| ۱۹۷۴ | مکالمه                           | ایمی        |                                                                                         |
| ۱۹۷۷ | برخورد نزدیک از نوع سوم          | رونی        |                                                                                         |
| ۱۹۸۲ | توتسی                            | شنی         | نامزد جایزه اسکار بهترین بازیگر نقش مکمل زن نامزد جایزه بفتای بهترین بازیگر نقش مکمل زن |
| ۱۹۸۳ | آقای مادر                        | کارولاین    |                                                                                         |
| ۱۹۹۲ | بازیکن                           | خودش        |                                                                                         |
| ۱۹۹۴ | آماده پوشیدن                     | لوئیس       |                                                                                         |
| ۱۹۹۴ | احمق و احمق‌تر                    | هلن         |                                                                                         |
| ۱۹۹۶ | مایکل                            | قاضی        |                                                                                         |
| ۱۹۹۸ | کاسپر با وندی ملاقات می‌کند       | فانی        |                                                                                         |
| ۱۹۹۹ | دیک                              | هلن         |                                                                                         |
| ۲۰۰۰ | بتمن ماورایی: بازگشت جوکر        | مری         |                                                                                         |
| ۲۰۰۱ | دنیای روح                        | ماکسین      |                                                                                         |

### تلویزیون
| سال       | نام                             | نقش                | توضیحات |
| --------- | ------------------------------- | ------------------ | ------- |
| ۱۹۶۴      | آقای نواک                       | لیزا               |         |
| ۱۹۹۶      | بتمن                            | دختر بیرون از پیست |         |
| ۱۹۷۶      | نظم و قانون                     | ریتا               |         |
| ۱۹۸۷      | سسمی استریت                     | آملیا              |         |
| ۱۹۹۵      | فریژر                           | نانسی              |         |
| ۱۹۹۷      | سابرینا جادوگر نوجوان           | جادوگر ینتا        |         |
| ۱۹۹۷–۱۹۹۸ | فرندز                           | فیبی ابوت          |         |
| ۲۰۰۰      | پادشاه تپه                      | لنی                |         |
| ۲۰۰۵      | نظم و قانون: واحد قربانیان ویژه | مینروآ گراهام      |         |